# Forte da Ilha de Manuel Gonçalves
O Forte da ilha de Manoel Gonçalves localizava-se na desaparecida ilha de Manoel Gonçalves, na barra do rio Açu, atual cidade de Macau, no litoral do estado do Rio Grande do Norte, no Brasil.

## História
No contexto da Guerra Peninsular na Europa, pelo Aviso de 7 de Outubro de 1807 a Coroa portuguesa solicitou ao Governador da Capitania do Rio Grande do Norte, Tenente-coronel José Francisco de Paula Cavalcanti de Albuquerque, informações do que convinha fazer para a defesa daquela Capitania. A resposta, em um detalhado Memorial ("Memória relativa à defesa da Capitania do Rio Grande do Norte (...)", pelo seu Governador Francisco José de Paula Cavalcanti de Albuquerque, datada de 30 de Maio de 1808), converteu-se em diversas fortificações ligeiras, erguidas no ano seguinte (1808), concomitantes com a chegada da Família Real Portuguesa ao Brasil.
O Forte de Manuel Gonçalves foi uma dessas fortificações (SOUZA, 1885:77). De pequenas dimensões, possívelmente uma simples bateria, destinava-se à defesa daquela enseada. O mesmo autor refere que estava desarmada de há muito, e certamente arruinada (op. cit., p. 77), restando vestígios de muralhamento na boca do rio Assu (op. cit., p. 36).
GARRIDO (1940) cita Luís da Câmara Cascudo, que contesta a existência deste forte, uma vez que:
- a ilha havia desaparecido anteriormente a 1840, e os seus habitantes mudado para terra firme, onde atualmente é Macau;
- dada a insignificância demográfica e estratégica da ilha; e
- não tendo sobrevivido nem na tradição oral (op. cit., p. 47).

Efetivamente este forte não se encontra citado no referido memorial.